# لافقاريات
اللافقاريات
اضافة الى عنوان" الخصائص" في ويكيبيديا
أظهرت دراسات حديثة أن بعض اللافقاريات، مثل الأخطبوط والنحل، تمتلك أنظمة عصبية معقدة تمكنها من التعلم واتخاذ قرارات مبنية على التجربة.  على سبيل المثال، النحل يمكنه تعديل سلوكياته بناءً على تجارب سابقة، مما يشير إلى وجود نوع من الوعي أو الإدراك.  هذا التقدم في فهمنا لقدرات اللافقاريات دفع بعض الدول، مثل المملكة المتحدة، إلى تضمين بعض الأنواع في قوانين الرفق بالحيوان، اعترافًا بقدرتها على الشعور بالألم. (١+٢)

## اضافة الى عنوان "التصنيف" في ويكيبيديا
في عام 2024، شهدت دراسة اللافقاريات تطورات مهمة، من أبرزها اكتشاف أنواع جديدة لم تكن معروفة من قبل. من بين هذه الاكتشافات، دودة المخملية Peripatopsis aereus التي تم التعرف عليها في جنوب إفريقيا، حيث تتميز بخصائص فريدة تميزها عن باقي الأنواع في جنسها. يعكس هذا الاكتشاف مدى الغنى البيولوجي الذي لا يزال قيد الكشف في العديد من البيئات الطبيعية. ٢
إلى جانب الاكتشافات الجديدة، أظهرت دراسات حديثة أن بعض المجموعات التقليدية في تصنيف اللافقاريات قد تحتاج إلى إعادة نظر من حيث العلاقات التطورية. فعلى سبيل المثال، تشير الأبحاث إلى أن مجموعة العنكبيات (Arachnida) قد لا تكون مجموعة أحادية النشوء كما كان يُعتقد سابقًا، ما يستدعي إعادة تقييم العلاقات التطورية داخل هذه المجموعة وغيرها من التصنيفات التقليدية. ٢
كما ساهم التقدم التكنولوجي في إحداث نقلة نوعية في مجال التصنيف الحيوي، حيث تم تطوير نماذج هجينة توظف تقنيات الرؤية الحاسوبية إلى جانب تحليل الحمض النووي. وقد أدت هذه النماذج إلى تحسين دقة التصنيف، وسرّعت من وتيرة اكتشاف الأنواع الجديدة، مما أتاح فهماً أعمق للتنوع البيولوجي وخصائصه الدقيقة. ٢
تُعد هذه التطورات مجتمعة خطوة مهمة نحو تحسين فهمنا لتنوع اللافقاريات وعلاقاتها التطورية، كما تُسهم في تعزيز جهود الحفاظ على التنوع البيولوجي، وتوفير أساس علمي لفهم أكثر شمولاً للأنظمة البيئية التي تعتمد على هذه الكائنات. ٢
مقارنة بين الفقاريات واللافقاريات:
1. التناظر:
الفقاريات: تمتلك تناظرًا ثنائيًا جانبيًا؛ حيث يكون الشكل الخارجي متماثلًا في الجانبين الأيمن والأيسر، بينما الأعضاء الداخلية قد لا تكون متناظرة.
اللافقاريات: قد تظهر بتناظر ثنائي، قطري، كروي، أو دون تناظر كما في الإسفنج والرخويات. ٢
2. الحجم:
الفقاريات: تمتاز بحجم أكبر بفضل وجود العمود الفقري الذي يدعم النمو الكبير، ويسمح بتطور أجهزة متخصصة كالجهاز التنفسي والهضمي.

اللافقاريات: غالبًا ما تكون أصغر حجمًا، وبعضها يطور هيكلًا خارجيًا للحماية، لكنه يحد من النمو مقارنة بالهيكل الداخلي للفقاريات.
اللافَقَارِيَّات (بالإنجليزية: Invertebrate) مجموعةٌ من الحَيَوانات التي لا فَقار (عمود فِقري) لها، الذي يُعرف أيضًا باسم النُخاع الشوكي، وهو بِنية تطورت من الحبل الظهري. تَشمَل الحيواناتِ جميعَها إلَّا الفَقاريات، مما يجعلها تصنيفيًا شبهَ عرقية. شُعَبُها حَيَوانيَّة، مثل: المَفْصِليَّات، والرِخْويات، والحَلَقيات، وشوكيات الجلد، والديدان المسطحة، والجوفمعويات، والإسفَنجيات.
وهي النسبة الكُبرى من الكائنات الحية، حيث يُقدر أنها نحو 97% من جُملة الأنواع الحيوانية. وتتميز بتنوع هائل، إذ تفوق كثيرًا من مجموعاتها الفَقاريات من حيثُ العددُ والتنوع. وتختلف أحجامها اختلافًا كبيرًا، حيث تُراوِح بين كائنات مجهرية لا يتجاوز حجمها 10 مِكرومتر، مثل المواخط، وأنواعٍ عملاقة، مثل: الحبار الهائل، الذي قد يصل طوله إلى 10 أمتار.  
وعلى الرغم من تصنيف بعض الكائنات ضمن اللافقاريات، مثل الغلاليات ورأسيات الحبليات، فهي تُعد أقرب وراثيًا إلى الفقاريات بمقارنتها بغيرها من اللافقاريات. وهذا يجعل مصطلح «اللافقاريات» غير دقيق من تصنيفيًّا، لأنَّهُ لا يعكس علاقة تطورية متجانسة بين أفراده جميعِها.

## الخصائص
الصفة المشتركة بين جميع اللافقاريات هي غياب العمود الفقري، وهو ما يميزها عن الفقاريات. ومع ذلك، فإن هذا التمييز يُعد مسألة تصنيفية ملائمة فقط، وليس قائمًا على سمة بيولوجية متجانسة بوضوح، تمامًا كما أن امتلاك الأجنحة لا يجعل الحشرات والخفافيش والطيور مجموعة واحدة، أو أن عدم امتلاك الأجنحة لا يعني أن السلاحف والقواقع والإسفنجات تنتمي إلى مجموعة موحدة.
إن اللافقاريات باعتبارها حيوانات هي كائنات غير ذاتية التغذية، مما يعني أنها تعتمد على استهلاك كائنات أخرى للحصول على الغذاء. وباستثناء بعض المجموعات مثل الإسفنجيات، تمتلك معظم اللافقاريات أجسامًا مكونة من أنسجة متمايزة. كما أن لديها عادةً تجويفًا هضميًا يحتوي على فتحة واحدة أو فتحتين تتصلان بالبيئة الخارجية.

### الشكل الخارجي والتماثل
تظهر معظم الكائنات متعددة الخلايا نوعًا من التناظر في بنيتها، سواء كان شعاعيًا أو ثنائي الجانبين أو كرويًا، بينما تفتقر قلة منها إلى التناظر تمامًا. من الأمثلة البارزة على اللافقاريات غير المتناظرة جميع أنواع بطنيات الأقدام، وهو ما يمكن ملاحظته بوضوح في القواقع والحلزونيات البحرية التي تمتلك أصدافًا حلزونية الشكل. أما البزاقات، فتبدو متماثلة ظاهريًا، إلا أن الفتحة التنفسية [الإنجليزية] الخاصة بها تقع على الجانب الأيمن. بعض بطنيات الأقدام تطوّر عدم التماثل الخارجي، مثل تنين البحر الأزرق (Glaucus atlanticus) الذي تنمو لديه زوائد غير متماثلة مع نضوجه. ولا يزال أصل عدم التماثل لدى بطنيات الأقدام موضع جدل علمي.
توجد أمثلة أخرى على انعدام التماثل في بعض السرطانات مثل السرطان الكماني والسرطان الناسك، حيث يكون أحد الكلابات أكبر بكثير من الآخر. وإذا فقد الذكر كلبته الكبيرة، فإنها تنمو مرة أخرى على الجهة المقابلة بعد عملية الانسلاخ. أما الحيوانات الثابتة مثل الإسفنجيات، فهي غير متماثلة تمامًا، وكذلك بعض مستعمرات الشعاب المرجانية، باستثناء البوليبات الفردية التي تُظهر تماثلًا شعاعيًا. بالإضافة إلى ذلك، تتميز بعض الكائنات الأخرى بعدم التماثل، مثل بعض الأنواع من القشريات الصغيرة التي تمتلك كُلابات غير متساوية، وكذلك بعض الطفيليات مثل مجدافيات الأرجل ومتعددة الممصات [الإنجليزية] وأحادية العائل التي تعتمد على الالتصاق بداخل تجاويف خياشيم الأسماك أو العيش فيها.

## تصنيف
يمكن تصنيف اللافقاريات إلى عدة فئات رئيسية، بعضها قد يكون قديمًا من الناحية التصنيفية أو محل جدل، لكنها لا تزال تُستخدم كمصطلحات لتسهيل التصنيف. ومع ذلك، لكل منها مقال مستقل يمكن الاطلاع عليه من خلال الروابط التالية:
- الإسفنجيات أو المساميات (Porifera)
- المشطيات (Ctenophora)
- اللاسعات (Cnidaria)
- الزيناكويلوموفورا (Xenacoelomorpha)
- الديدان المفلطحة (Platyhelminthes)
- الحلقيات (Annelida)
- المفصليات (Arthropoda)
- الرخويات (Mollusca)
- الديدان الخيطية (Nematoda)
- الدولابيات (Rotifera)
- الدببيات (Tardigrada)
- السكاليدوفورا (Scalidophora)
- ذوات العرف (Lophophorata)
- الديدان المخملية (Onychophora)
- الديدان السهمية (Chaetognatha)
- شعريات الماء (Nematomorpha)
- الديدان الخرطومية (Nemertea)
- البلاكوزوا (Placozoa)
- اللوريسيفيرا (Loricifera)
- شوكيات الجلد (Echinodermata)
- نصف الحبليات (Hemichordata)
- الرميحيات (Amphioxiformes)
- الزقيات أو الغلافيات (Tunicata)
- السيكليوفورا (Cycliophora)

## تاريخ

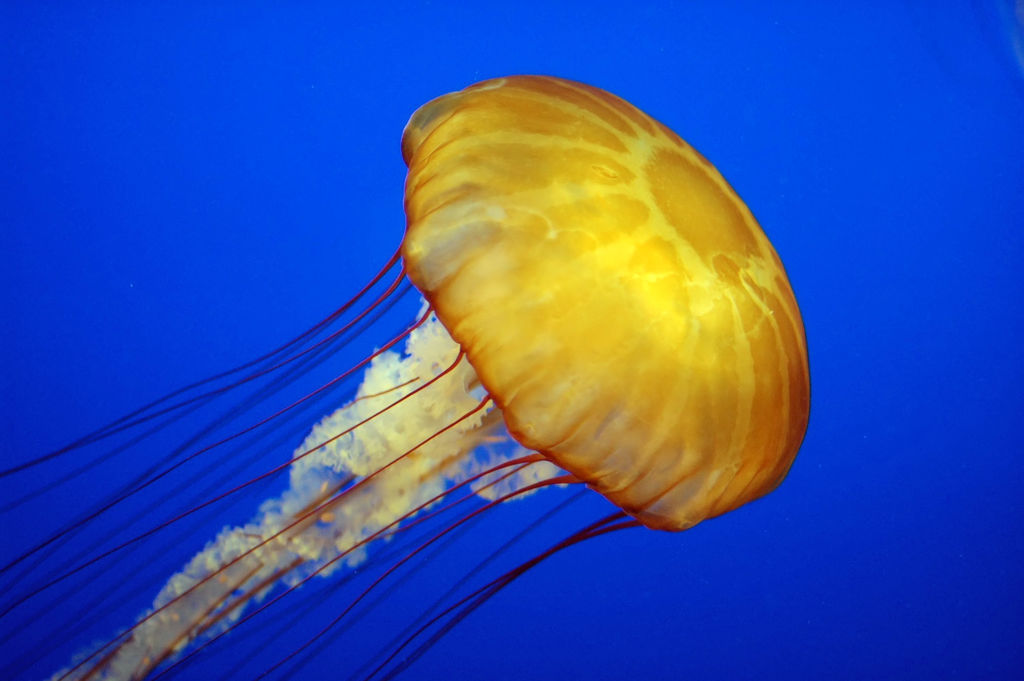
قنديل البحر (Chrysaora fuscescens) في حوض أسماك مونتيري باي في كاليفورنيا، الولايات المتحدة الأمريكية.

تعود أقدم حفريات الحيوانات إلى اللافقاريات. فقد عثر على حفريات عمرها 665 مليون سنة في تكوين تريزونا في تريزونا بور، غرب وسط فليندرز في جنوب أستراليا، وتم تفسيرها على أنها تمثل حيوانات إسفنجية مبكرة. يشير بعض علماء الحفريات إلى أن الحيوانات ظهرت في وقت أبكر من ذلك، ربما منذ مليار سنة، مع احتمال أنها أصبحت متعددة الخلايا خلال العصر التوني. وتشير الحفريات الأثرية مثل المسارات والجحور الموجودة في أواخر عصر النيوبروتيروزويك إلى وجود ديدان ثلاثية الطبقات، بحجم معقد (حوالي 5 مم عرضًا) تشبه الديدان الأرضية.
بدأت الحيوانات في التنوع قبل حوالي 453 مليون سنة، وظهرت العديد من المجموعات الهامة من الحيوانات اللافقارية بشكل مستقل. ويمكن العثور على حفريات هذه الحيوانات في أنواع مختلفة من الرواسب من عصر البشائر. كما تُستخدم حفريات الحيوانات اللافقارية بشكل شائع في دراسة طبقات الأرض.
التصنيف
قسم كارل لينيوس هذه الحيوانات إلى مجموعتين فقط، الحشرات والديدان. أما جان باتيست لامارك، الذي عُين في منصب "أمين الحشرات والديدان" في المتحف الوطني للتاريخ الطبيعي عام 1793، فقد صاغ مصطلح "اللافقاريات" لوصف هذه الحيوانات وقسم المجموعتين الأصليتين إلى عشر مجموعات، وذلك بفصل العنكبيات والقشريات عن الحشرات في تصنيف لينيوس، والرخويات والحلقيات والبرنقيليات والشعاعيات واللاسعات والأوليات عن الديدان في تصنيف لينيوس. أما اليوم فتصنف إلى أكثر من 30 شعبة، بدءًا من الكائنات البسيطة مثل إسفنج البحر والديدان المفلطحة وصولاً إلى الحيوانات المعقدة مثل المفصليات والرخويات.
الأهمية

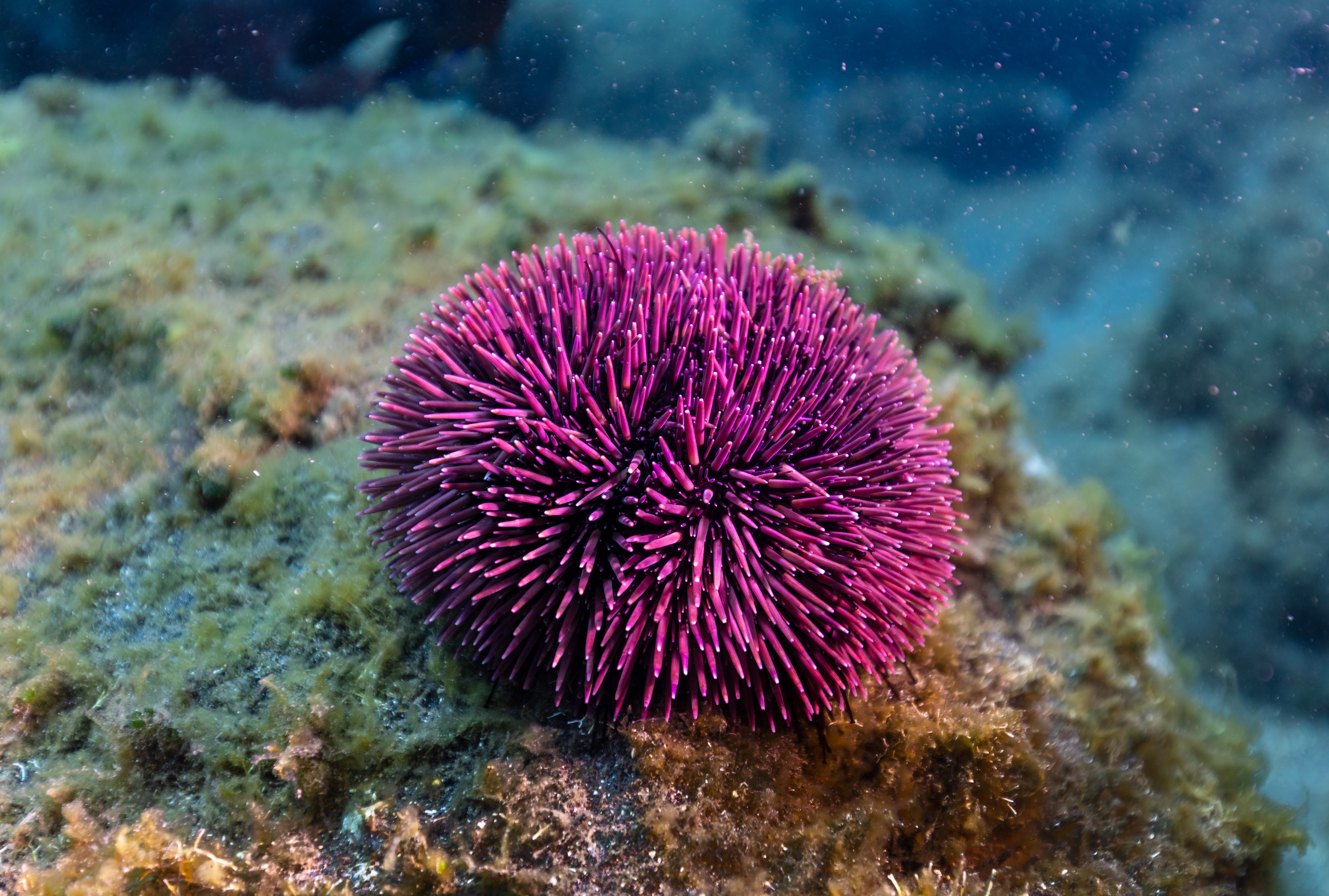
قنفذ البحر البنفسجي (Sphaerechinus granularis)، ماديرا، البرتغال، 31 مايو 2019،

الحيوانات اللافقارية هي الحيوانات التي لا تمتلك عمودًا فقريًا. وقد أدى هذا إلى استنتاج أن اللافقاريات هي مجموعة تنحرف عن الحيوانات الفقارية التي هي الأساس. عود هذا التصور إلى الباحثين الأوائل، مثل لامارك، الذي اعتبر الفقاريات معيارًا للتطور، في نظرية لامارك في التطور، كان يعتقد أن الخصائص المكتسبة من خلال العملية التطورية لا تتعلق فقط بالبقاء، ولكن أيضًا بالتقدم نحو "شكل أعلى"، وكان البشر والحيوانات الفقارية أقرب إلى هذا الشكل من الحيوانات اللافقارية.
وعلى الرغم من أن نظرية التطور الهادفة قد تم التخلي عنها، فإن التمييز بين اللافقاريات والفقاريات لا يزال مستمرًا حتى اليوم، رغم اعتباره تصنيفًا "ليس طبيعيًا تمامًا أو حتى حادًا جدًا". من الأسباب الأخرى التي ذكرت لهذا التمييز المستمر هو أن لامارك وضع سابقة من خلال تصنيفاته التي أصبح من الصعب تغييرها. بالإضافة إلى تحيز بشري محتمل لصالح الفقاريات، نظرًا لانتماء الإنسان إليها.  
في نسخة عام 1968 من كتاب "علم اللافقاريات الحيوانية"، أُشير إلى أن "تقسيم المملكة الحيوانية إلى فقاريات ولافقاريات هو تقسيم صناعي ويعكس تحيزًا بشريًا لصالح أقارب الإنسان". كما يشير الكتاب إلى أن هذا التصنيف يدمج عددًا هائلًا من الأنواع معًا، بحيث لا توجد خاصية واحدة تصف جميع اللافقاريات. بالإضافة إلى ذلك، بعض الكائنات المصنفة ضمن اللافقاريات ترتبط تطوريًا بالفقاريات أكثر من ارتباطها بأنواع أخرى ضمن مجموعتها.

## في الأبحاث

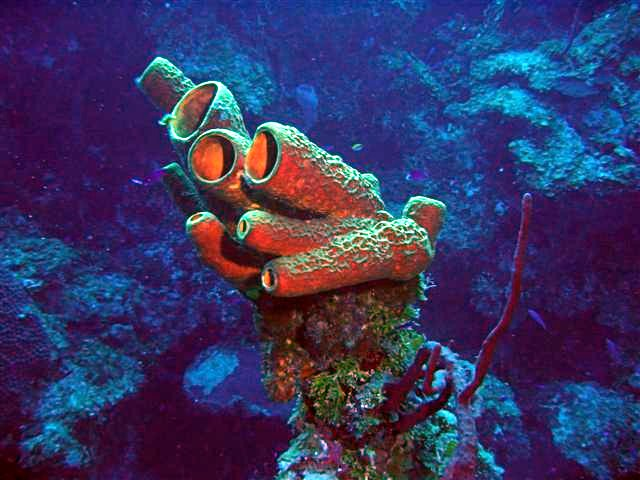
الإسفنج البحري. صورة تحت الماء باستخدام كاميرا رقمية على عمق يقارب 100 قدم في جزر كايمان.

تجاهل علماء الأحياء لسنوات عديدة اللافقاريات لصالح الفقاريات الكبيرة والأنواع "المفيدة" أو الجذابة. لم يكن علم اللافقاريات مجالًا رئيسيًا للدراسة حتى ظهور أعمال لينيوس ولامارك في القرن الثامن عشر. خلال القرن العشرين، أصبح علم اللافقاريات أحد المجالات الرئيسية في العلوم الطبيعية، مع اكتشافات بارزة في مجالات الطب وعلم الوراثة وعلم الحفريات وعلم البيئة. استفاد أيضًا علم اللافقاريات من تطبيقات في مجال تطبيق القانون، حيث تم اكتشاف أن المفصليات، وخاصة الحشرات، هي مصدر للمعلومات للمحققين الجنائيين.
من بين الكائنات الأكثر دراسة في الوقت الحاضر من اللافقاريات: ذبابة الفاكهة (Drosophila melanogaster ) والدودة المستديرة (Caenorhabditis elegans). كانت هذه الكائنات من أكثر الكائنات النموذجية المدروسة، وكانت من أولى الكائنات الحية التي خضعت لتحديد تسلسل الجينوم الخاص بها. مما سهل دراستها بسبب الجينومات المختصرة، رغم أن العديد من الجينات، والمناطق غير المشفرة، والروابط قد فُقدت. وقد أظهرت دراسة جينوم أنيمون البحر النجمية أهمية الإسفنجيات، والصفيحيات، والسوطيات الطوقية، التي تم تسلسلها أيضًا، في تفسير وصول 1500 جين أجداد فريدة للحيوانات. كما يستخدم العلماء اللافقاريات في مجال مراقبة الأحياء المائية لتقييم آثار التلوث المائي وتغير المناخ.